# ديفيد كاراسكو
ديفيد كاراسكو (بالإنجليزية: David Carrasco)‏ هو مؤرخ أمريكي، ولد في نوفمبر 1944 في United States Naval Training Center Bainbridge ‏ في الولايات المتحدة.

## وصلات خارجية
- الموقع الرسمي